# アムクワ・コミュニティー・カレッジ銃撃事件
アムクワ・コミュニティー・カレッジ銃撃事件（アムクワ・コミュニティ・カレッジじゅうげきじけん）は、2015年10月1日にアメリカ合衆国・オレゴン州ローズバーグ市郊外のアムクワ・コミュニティ・カレッジで発生した銃撃および殺人事件。10人が死亡し、20人前後が負傷した。
日本では発生したコミュニティ・カレッジの名をアンプクア・コミュニティー・カレッジと呼称することがある。

## 概要
2015年10月1日午前10時頃、アムクワ・コミュニティ・カレッジに男が侵入。理系棟内の教室を移動しながら次々と学生、教師を銃撃した。
通報を受けた警察官と男は学内で銃撃戦を行い、男は死亡した。
後日、男は自殺していたことが判明した。

## 犯人像
犯人の26歳の男で精神病院への入院歴がある銃器マニアであった。
自宅には複数の銃を保管しており、当日も防弾チョッキをまとい多数の武器や弾薬を所持していた。